# Ischaemum
Ischaemum is een geslacht uit de grassenfamilie (Poaceae). De ongeveer zestig soorten komen voor in subtropische tot tropische gebieden, waaronder Afrika, Madagaskar, India, het Arabisch schiereiland, Indonesië, Polynesië, Maleisië, de Fiji-eilanden, Brazilië (Amazonebekken), Hawaï en het noorden en oosten van Australië.

## Soorten (selectie)
Van het geslacht zijn onder andere de volgende soorten bekend:
- Ischaemum afrum
- Ischaemum aristatum
- Ischaemum australe
- Ischaemum barbatum
- Ischaemum byrone
- Ischaemum ciliare
- Ischaemum fasciculatum
- Ischaemum indicum
- Ischaemum latifolium
- Ischaemum longisetum
- Ischaemum magnum
- Ischaemum minus
- Ischaemum molle
- Ischaemum muticum
- Ischaemum pilosum
- Ischaemum polystachyum
- Ischaemum robustum
- Ischaemum rugosum
- Ischaemum santapaui
- Ischaemum scariosum
- Ischaemum timorense
- Ischaemum triticeum
- Ischaemum tumidum